# Sidi Ali ibne Ziade
Sidi Ali ibne/ben Ziade (Sidi Ali ibn Ziyad/Zayed, lit. "Sidi Ali, filho de Ziade") foi um santo e jurisconsulto tunisino de origem persa que viveu no século VIII.

## Vida
Nascido em Trípoli, passou a juventude em Cairuão, onde estudou teologia e direito islâmico antes de se fixar em Tunes, onde deu aulas até morrer, no final do século VIII. Tradicionalista, foi com ele que os ulemás mais ilustres de Cairuão aprenderam os hádices (corpo de leis, lendas e histórias de Maomé). Entre os seus discípulos contaram-se Sanune ibne Saíde, Albalul ibne Raxide, Sajara ibne Issa Almarifi e Assade ibne Alfurate, este último um teólogo e homem de guerra que empreendeu a tentativa de conquista da Sicília.
A modéstia de Sidi Ali era tal que quando o emir de Ifríquia o chamou a Cairuão, ele entrou na cidade montado num burro e recusou o cargo de grande cádi (juiz) que lhe é oferecido, tendo partido na mesma noite em que chegou de volta para Tunes, acompanhado pelos ulemás mais ilustres de Cairuão. A sua reputação de santidade, forjada após a sua morte, conferiu-lhe uma aura tal que muitos notáveis e governantes quiseram ser enterrados ao seu lado. O seu mausoléu encontra-se atualmente ao fundo duma rua com o seu nome, atrás do Dar El Bey, na almedina de Tunes.